# Црква Светог Јована Рилског у Паралову
Црква Светог Јована Рилског у Паралову, насељеном месту на територији општине Босилеград, православни је храм који припада Епархији врањској Српске православне цркве.
Црква посвећена Светом Јовану Рилском саграђена је у периоду од 2009. до 2012. године, средствима Министарства вера Републике Србије и средствима Секретаријата за вере Владе Републике Бугарске. Освећење цркве извршио је 2012. године Епископ врањски Пахомије.